# Temu (empresa)
Temu es un mercado en línea. Fundado en el 2022,[cita requerida] se dedica a ofrecer principalmente productos de moda, electrónica, artículos de uso doméstico, productos de belleza y juguetes con grandes descuentos que en su mayoría se envían a los consumidores de diferentes países directamente desde fábrica. Su sitio web fue lanzado en septiembre de 2022 en Estados Unidos. Es la empresa hermana de Pinduoduo, una de las mayores plataformas chinas de comercio electrónico por número de usuarios. Ambas plataformas son subsidiarias de PDD Holdings, la cual forma parte del Nasdaq (Nasdaq:PDD) y cotizó en julio de 2023, cuya capitalización bursátil superó los 200.000 millones de dólares en un momento dado. Temu se hizo con el primer puesto de las aplicaciones de compras para Android en Estados Unidos a mediados de septiembre, unas semanas después de su lanzamiento.
La plataforma Temu entró en funcionamiento por primera vez en los Estados Unidos en septiembre de 2022. En marzo de 2023, Temu se lanzó en Australia y Nueva Zelanda. El mes siguiente, Temu se lanzó en Francia, Alemania, Italia, Países Bajos, España y el Reino Unido. Temu finalmente se expandió al mercado latinoamericano.  El 17 de enero de 2024, Temu se lanzó oficialmente en Sudáfrica, el país número 49 al que Temu ingresó desde su lanzamiento en septiembre de 2022.
En abril de 2025, Temu fue reconocida como «eCommerce del Año» en los eAwards 2025, entregados durante el eShow Next en la Fira de Barcelona, por su excelencia en innovación, diseño, estrategia y resultados. Este reconocimiento refleja el crecimiento de la plataforma entre los consumidores europeos, especialmente en España, donde un estudio de IPSOS reveló que más del 90 % de los usuarios perciben una excelente relación calidad-precio, y destacan la asequibilidad, variedad y experiencias positivas como principales razones para recomendarla.
En 2024, Apple nombró a Temu como la aplicación más popular de iPhone en 24 de los aproximadamente 30 mercados donde publica clasificaciones localizadas, incluyendo España, Estados Unidos, Canadá, Reino Unido, Alemania, Suiza, Austria, Irlanda, Países Bajos, Suecia, Dinamarca, Noruega, Finlandia, Polonia, Australia, Nueva Zelanda, Corea del Sur, los Emiratos Árabes Unidos y Sudáfrica.
El exitoso modelo de negocio de Temu le ha permitido popularizarse entre los consumidores, ofreciéndoles productos baratos. Temu simplifica la cadena al conectar directamente los clientes con fabricantes de clase mundial, eliminando intermediarios y los costos asociados. En los últimos años la empresa ha levantado preocupación entre ciudadanos y gobiernos por posibles violaciones a la privacidad digital, el trabajo forzado, infracciones contra la propiedad intelectualy la baja calidad de sus productos de mercado.  Aunque no existen sentencias firmes, varias investigaciones oficiales y denuncias públicas respaldan dichas preocupaciones. La empresa también se ha visto envuelta en disputas legales con su rival Shein y ha sido acusada de manipular a sus usuarios con publicidad engañosa.

## Historia y modelo de negocio
Temu empezó a funcionar en septiembre de 2022 como temu.com y está disponible inicialmente para los consumidores de Estados Unidos.Al mismo tiempo, Temu pretende apoyar a los pequeños y medianos comerciantes creando una comunidad y una plataforma para que lleguen a sus usuarios potenciales. Los usuarios pueden seguir tiendas individuales. Esta función permite a Temu que los pequeños y medianos vendedores se conecten con sus clientes, de forma más directa y cómoda.
La ventaja de Temu sobre otros sitios de comercio electrónico podría ser sus amplias conexiones con fábricas en China. Temu tiene acceso a la amplia red de comerciantes y fabricantes de Pinduoduo, lo que le permite ofrecer inmediatamente productos a un precio atractivo.Temu ofrece una amplia gama de productos que abarca más de 100 categorías diferentes, desde la moda hasta el material de oficina. La empresa también trata de dar a los clientes más opciones y autonomía. Es una plataforma de comercio electrónico de terceros en comparación con otras plataformas de comercio electrónico que también venden sus propios productos de marca.

## Productos y servicios
El sitio de Temu ofrece productos en múltiples categorías, como hogar y jardín, ropa de hombres y mujeres, muebles, joyas y accesorios, belleza y salud, electrónica, moda infantil, zapatos y bolsos, artículos para mascotas, productos para bebés, deportes y actividades al aire libre, ropa interior y para dormir, y productos de oficina e industriales. Temu utiliza la tecnología y la innovación en la gestión de la cadena de abastecimiento y de los inventarios para crear una cartera de productos que atraiga a los consumidores, independientemente de sus características demográficas o sus niveles de ingresos.
La principal organización independiente de análisis de consumo de Alemania, Stiftung Warentest, evaluó siete marketplaces y posicionó a Temu entre los mejor calificados, analizando la calidad de los productos, el manejo de datos y la experiencia de compra.

## Sobre la seguridad de Temu
Temu se ha enfrentado a cuestiones sobre sus prácticas de ciberseguridad y privacidad de datos. Según el Centro de Seguridad de Temu, la empresa pide únicamente la información esencial, como nombres de usuario y direcciones, necesaria para procesar las transacciones y mejorar sus servicios. Además, de acuerdo con el Instituto Nacional de Pruebas de Seguridad de Suiza, la aplicación de Temu pide permisos en menor cantidad y menos intrusivos que otras aplicaciones similares de la competencia.
Temu acepta monederos digitales seguros como PayPal, Google Pay y Apple Pay y utiliza la autenticación en dos fases (2FA) para proporcionar una protección adicional contra el acceso no autorizado. De esta forma, los usuarios tienen la certeza de estar comprando de manera segura.
A raíz del éxito de Temu, ciberdelincuentes han visto una oportunidad para crear páginas y anuncios falsos que se hacen pasar por la empresa. Para protegerse de estas imitaciones, los consumidores deben asegurarse de comprar únicamente en el sitio web o la aplicación oficial de Temu. La empresa tiene una sección exclusiva para que sus usuarios informen sobre actividades sospechosas: informar de actividades sospechosas.

## Programa «de local a local de Temu»
Temu ha comenzado a invitar a vendedores locales de mercados como España, EE. UU., Reino Unido, Alemania, Francia, Italia, Países Bajos, México, Bélgica, Polonia y Austria a unirse a su plataforma. Con una mayor presencia de comerciantes locales, la empresa ampliará su oferta de productos, adaptándose mejor a las preferencias y necesidades de los consumidores, al tiempo que impulsa el crecimiento de los negocios locales. Temu estima que hasta el 80 % de sus ventas totales podrían provenir de este modelo "local a local" y espera que, en el futuro, los vendedores europeos puedan expandirse a mercados globales a través de la plataforma.
Varias empresas europeas han comenzado a vender a través de Temu como una vía para llegar directamente al consumidor. En España, por ejemplo, All Delicious, un distribuidor con sede en León, comercializa aceite de oliva, mientras que Friki Shop ofrece artículos coleccionables como Funko Pop!. En el Reino Unido, la empresa de ropa de cama Rose Empire, con sede en Mánchester, ha utilizado la plataforma para simplificar su entrada al comercio electrónico, registrando y publicando su primer producto en menos de una semana, con una experiencia accesible y soporte personalizado.